# إميل بايارد
إميل بايارد (بالفرنسية: Émile Bayard)‏ هو رسام توضيحي ورسام فرنسي، ولد في 2 نوفمبر 1837 في عدد ذري، وتوفي في 6 ديسمبر 1891 في القاهرة في مصر.

## معرض صور

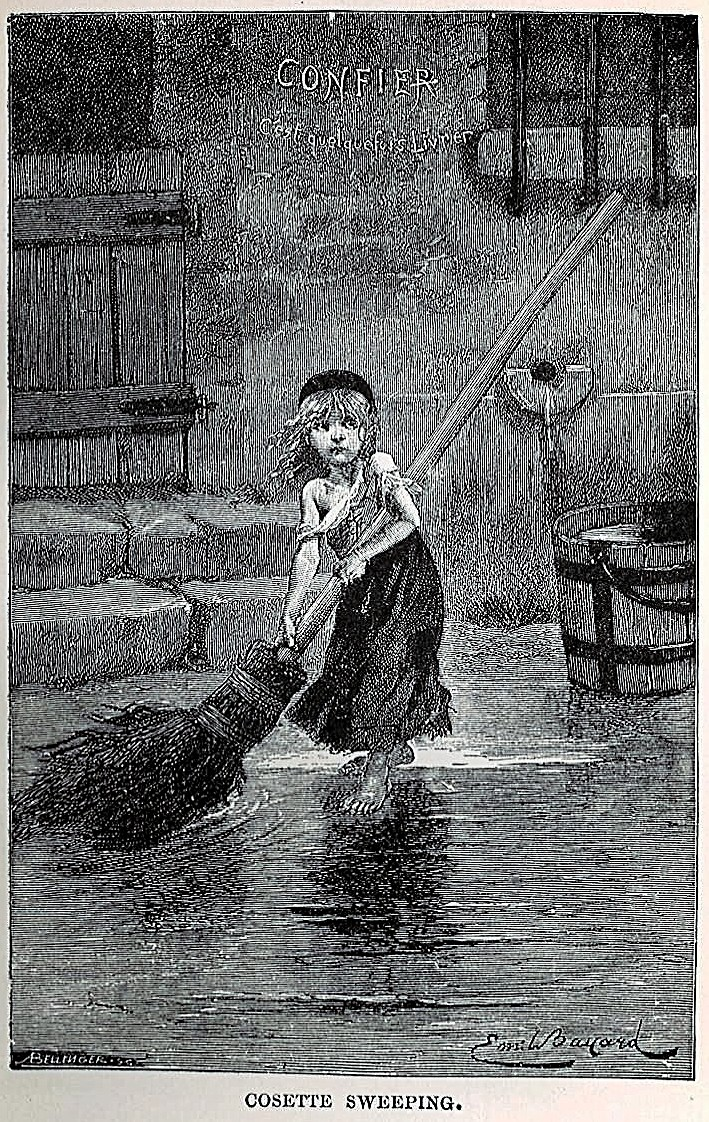
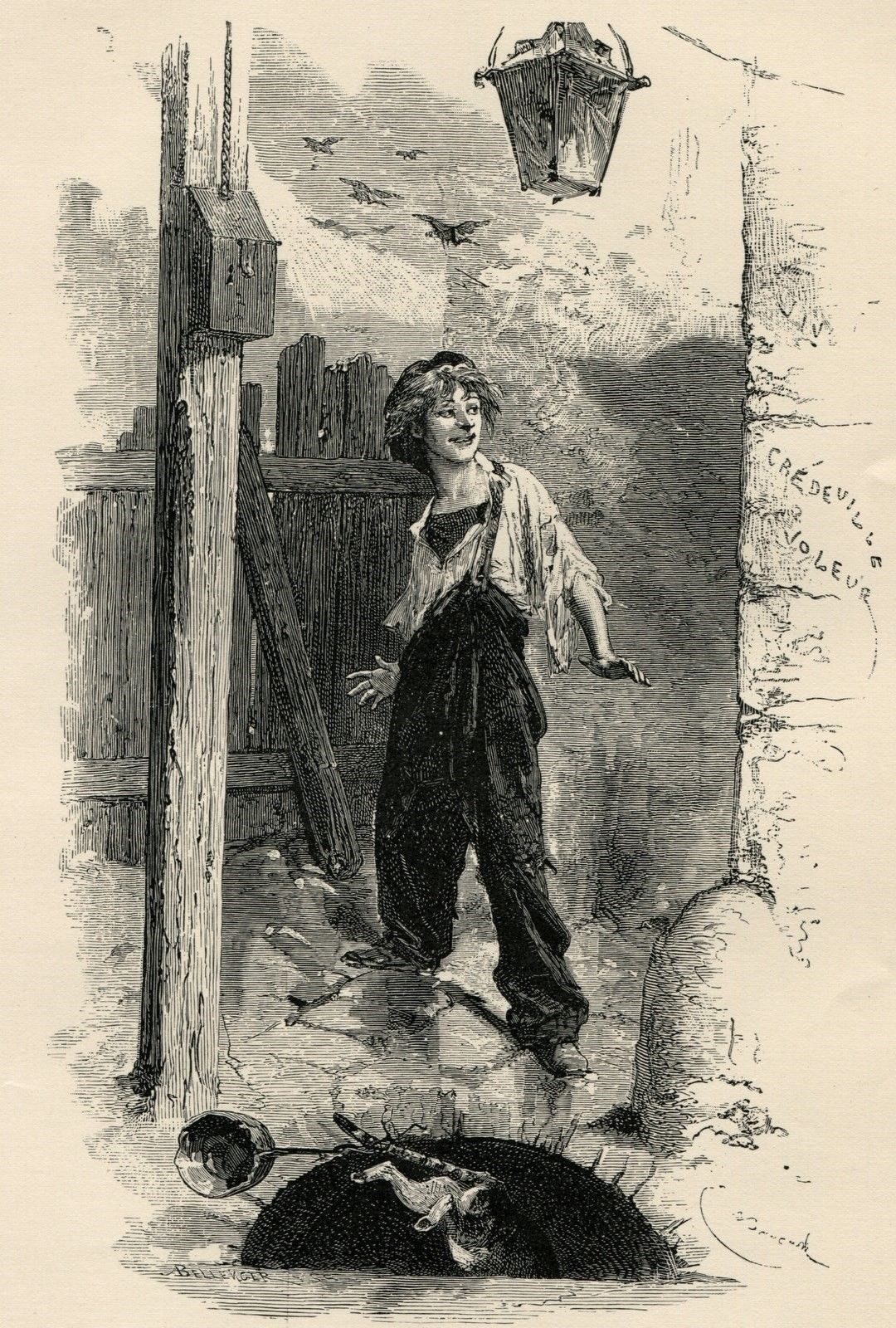
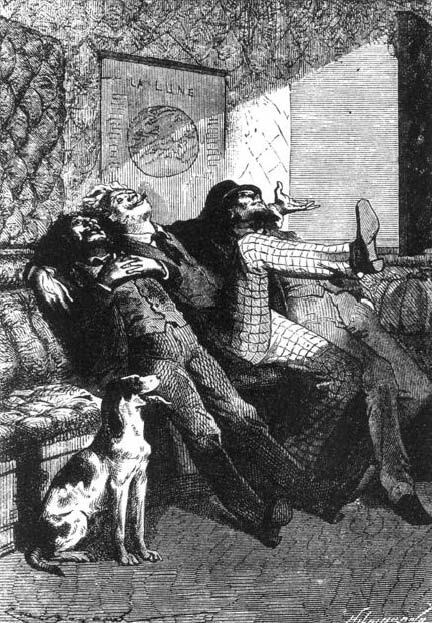
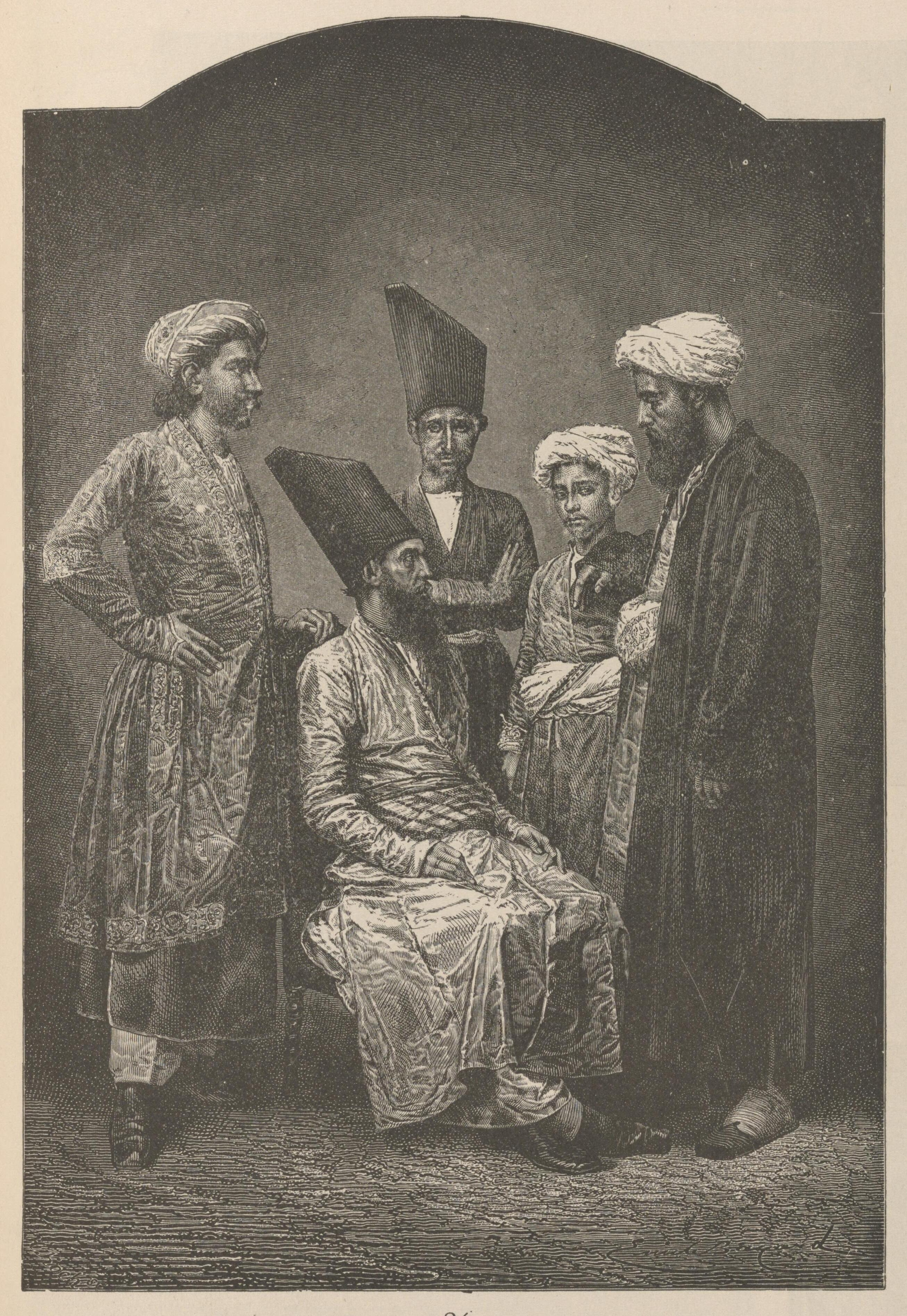
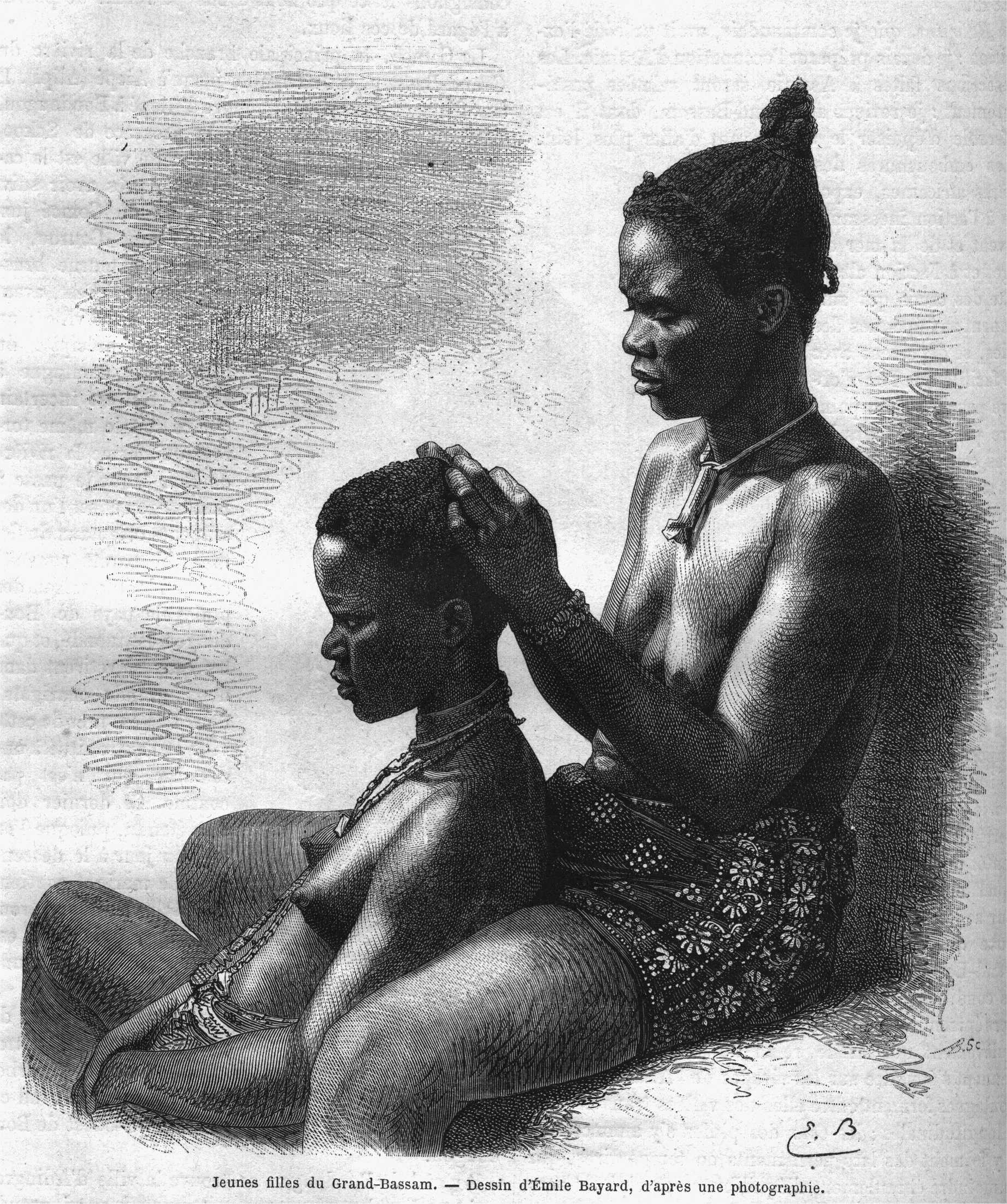

## وصلات خارجية
- إميل بايارد على موقع ميوزك برينز (الإنجليزية)